# Tajan (Jakljan)
Tajan je nenaseljeni otočić u hrvatskom dijelu Jadranskog mora.
Njegova površina iznosi 0,111 km². Dužina obalne crte iznosi 1,41 km.